# 玻璃市拉惹
玻璃市拉惹是马来西亚玻璃市世袭的最高统治者。玻璃市拉惹由Jamalullail家族世代统治。
1843年，吉打苏丹国的苏丹基阿乌丁沙二世（Sultan Ahmad Tajuddin Halim Shah II）允许玻璃市脱离吉打苏丹国，由Jamalullail家族世代统治。与马来西亚许多州不同的是，玻璃市的世袭统治者不是使用“蘇丹”头衔，而是使用极具印度教色彩的“拉惹”作为头衔。而根据马来西亚联邦宪法38条文，玻璃市拉惹有权列席统治者会议，并被选举为马来西亚最高元首和副最高元首。
现任的玻璃市拉惹为端姑賽西拉祖丁，他在2000年4月17日继位，并曾当选过马来西亚最高元首。

## 历任拉惹
| 顺序 | 肖像 | 名称           | 生卒日期                      | 在位日期                      | 备注                       |
| ---- | ---- | -------------- | ----------------------------- | ----------------------------- | -------------------------- |
| 1    |      | 赛阿布-峇卡    | 1737年－1825年5月29日         | 1797年9月4日－1825年5月29日   | - 吉打苏丹册封             |
| 2    |      | 端赛胡先       | 1805年4月10日－1873年11月21日 | 1834年5月20日－1873年11月21日 | - 暹罗国王册封             |
| 3    |      | 端赛阿末       | 1825年5月3日－1897年2月17日   | 1873年11月21日－1897年2月17日 | - 暹罗国王册封             |
| 4    |      | 端赛沙菲       | 1862年9月10日－1904年12月30日 | 1897年2月17日－1904年12月30日 | - 暹罗国王册封             |
| 5    |      | 拉惹端赛亚威   | 1881年4月13日－1943年2月1日   | 1904年12月30日－1943年2月1日  |                            |
| 6    |      | 拉惹端赛韩查   | 1895年－1958年2月20日         | 1943年2月2日－1945年9月17日   | - 废位                     |
| 7    |      | 端姑赛布特拉   | 1920年11月25日－2000年4月16日 | 1945年9月17日－2000年4月16日  | - 马来西亚第三任最高元首   |
| 8    |      | 端姑赛西拉鲁丁 | 1943年5月17日－               | 2000年4月17日－               | - 马来西亚第十二任最高元首 |